# Svrchovanost
Svrchovanost (též suverenita) je právo vykonávat neomezeně moc na území státu, které náleží každému nezávislému státu, a co zároveň nezakazuje mezinárodní právo. Mezinárodní právo je potřeba však vždy přenést do práva vnitrostátního, aby mělo na území státu platnost. V reprezentativních (zastupitelských) demokraciích propůjčují občané toto své právo k vykonáváním svým reprezentantům (zastupitelům) po dobu jejich mandátu.

## Vznik suverenity
Myšlenka suverenity byla vyjádřena již ve 13. století ve Francii větou „král je vládcem svého vlastního království“, tzn. stojí nad všemi pány a šlechtici v rámci své země. Tato myšlenka začala hrát roli v debatách ohledně královské moci a stala se nejen předstupněm rozkvětu absolutistické monarchie v Evropě, ale také etapou na cestě ke vzniku moderního státu. V 16. století vyvstala nutnost lokalizovat moc v komunitě kvůli náboženským rozepřím. Zdrojem moci v raně moderní Evropě byla právě suverenita. Stát se stal teritoriální organizací subjektů podřízených panovníkovi.
Tehdejším významným teoretikem suverenity byl Jean Bodin, který se zabýval definováním kritérií suverenity. Suverenita je podle něho typem autority, která je absolutní. Absolutní suverénní autorita znamená autoritu neomezenou mocí, působením ani časem. Ten, kdo tuto suverenitu drží nepodléhá nikomu, ani zákonům. Suverén zákony vytváří, ale nepodléhá jim a může si je podle potřeby změnit. Panovník je tedy někdo, kdo dává zákony jiným. „Zákon není nic jiného, než příkaz suveréna.“
Stejně jako vnitřní suverenita v rámci daného teritoriálního společenství (státu) existuje i myšlenka vnější suverenity, což je představa, že stát nepodléhá autoritě cizího státu. Princip vnější suverenity byl rozporuplný zejména během středověku, kdy existovala nevyjasněná role mezi císařem a papežem. Vestfálský mír z roku 1648 však dal vzniknout Vestfálské suverenitě, právu jednotlivých subjektů řídit své zahraniční záležitosti v rámci říše, čímž byl posílen princip suverenity jako základní kámen mezinárodního uspořádání. Od 17. století se tak ustálila myšlenka, že svět je rozdělen mezi nezávislé státy, jejichž suverén má absolutní autoritu v rámci svého království a zároveň nulovou autoritu v jiném království, a to jak v politickém myšlení tak v praxi.

## Vývoj chápání suverenity
Tradiční chápání suverenity pochází od Emmericha de Vattel (1714–1767), který upevnil významy ústředních termínů moderního mezinárodního myšlení. Tvrdí, že státy mají v mezinárodním právu rovné postavení bez ohledu na to, jak jsou slabé či mocné. Naopak Heinrich von Treitschke (1834–1896), obránce pruského expansionismu, tvrdí, že stát je a musí být suverénní. Měl by být maximálně soběstačný. Opravdu suverénní podle něho mohou být ale jen velké státy. Treitschke je jeden z nejčistších obhájců suverénního státu jakožto instituce založené na síle, která je nevyhnutelně vedena do konfliktu s ostatními státy a která nesnese žádná omezení. Treitschke vyjadřuje to, co si mnoho lidí v jeho době myslelo, ale neodvážili se to vyslovit. Velmi dobře vystihl tehdejší diplomatickou realitu.
Objevily se však i výzvy tradičnímu systému chápání vznikajícího systému států, především od představitelů evropského osvícenství. Např. Immanuel Kant (1724–1804) předpovídal vytvoření mezinárodní federace států založené na republikanismu, která by umožnila věčný mír. V takové federaci by zvítězil rozum jako nejvyšší morální zákonodárná moc, která by odsoudila válku. Všeobecné zavedení republikánského principu by vedlo k ukončení válečných akcí. Tato pacifistická federace není světovou vládou ani světovým státem. Každý národ federace zůstává suverénním a svobodným od vnější regulace domácích záležitostí.
Tzv. realistickou interpretaci suverenity založenou na suverénních státech, národním zájmu a použití vojenské síly jako legitimního prostředku politického boje nabourala v druhé polovině 20. století teorie vzájemné závislosti. Robert Keohane tvrdí, že globalizace a prohlubující se mezinárodní institucionalizace – internacionalizace s sebou přinesly proměnu státní suverenity. Suverenita již neumožňuje státům vykonávat efektivní nadvládu nad tím, co se děje na jejich teritoriích. Firemní rozhodnutí jsou činěna na globální úrovni a politiky jiných států mají významný vliv v rámci jejich vlastních hranic. Teritoriálně vymezená státní suverenita tak přestala od 70. let odpovídat skutečnosti. Mezinárodní organizace a režimy již nejsou upozaděny, ale stávají se důležitou platformou. Jejich působení může mít dopad na zájmy států, které v nich participují. To si vynucuje proměnu chápání suverenity. Státy přijaly omezení jejich dříve suverénní autority, které je výsledkem přistoupení k mnohostranným režimům. Ani anarchie mezi suverénními státy, ani globální kapitalismus však nejsou podle teorie interdependence dané jednou provždy – jsou proměnlivými uspořádáními, která jsou nastolována a udržována institucionálně.